# Războaiele magnaților polonezi în Moldova
Războaiele magnaților polonezi în Moldova se referă la perioada de la sfârșitul secolului al XVI-lea și începutul secolului al XVII-lea, când magnații polono-lituanieni au intervenit în treburile Principatului Moldovei, intrând în conflict cu Imperiul Habsburgic și cu Imperiul Otoman pentru dominație și influență în principat.
Bătălii în cadrul conflictului:
- Bătălia de la Țuțora (1595)
- Bătălia de la Țuțora (1620)